# Gapuk Tua
Gapuk Tua is een bestuurslaag in het regentschap Tapanuli Selatan van de provincie Noord-Sumatra, Indonesië. Gapuk Tua telt 975 inwoners (volkstelling 2010).